# Walk on Water (Ira Losco-dal)
A Walk on Water (magyarul: Vizen járni) a máltai Ira Losco dala, mellyel Máltát képviselte a 2016-os Eurovíziós Dalfesztiválon, Stockholmban. A dal belső kiválasztás során nyerte el az eurovíziós indulás jogát és 2016. március 17-én mutatták be nyilvánosan. Az énekesnő a máltai nemzeti döntőt eredetileg a Chameleon című dallal nyerte meg, azonban úgy döntött, hogy ahelyett egy másik dalt ad elő a dalfesztiválon.

## Eurovíziós Dalfesztivál
A dalt az Eurovíziós Dalfesztiválon először a május 10-i első elődöntőben adta elő, fellépési sorrendben tizennyolcadikként, utolsóként a Bosznia-Hercegovinát képviselő Dalal, Deen, Ana Rucner és Jala Ljubav je című dala után. Az elődöntőből a harmadik helyen jutott tovább a május 14-i döntőbe, ahol fellépési sorrendben huszonkettedikként lépett fel az Ukrajnát képviselő Jamala 1944 című dala után, és a Grúziát képviselő Nika Kocharov & Young Georgian Lolitaz Midnight Gold című dala előtt. A pontozás során a zsűri szavazáson összesítésben a negyedik helyen végzett 137 ponttal (Montenegrótól maximális pontszámot kapott), míg a nézői szavazáson a huszonegyedik helyen végzett 16 ponttal, így összesítésben 153 ponttal a verseny tizenkettedik helyezettje lett.
A következő máltai induló Claudia Faniello Breathlessly című dala volt a 2017-es Eurovíziós Dalfesztiválon.